# Ilja Gurewicz
Ilja Gurewicz, ang. Ilya Gurevich (ur. 8 lutego 1972 w Kijowie) – amerykański szachista pochodzenia ukraińskiego, arcymistrz.

## Kariera szachowa
W 1985 zwyciężył w mistrzostwach świata juniorów w kategorii do 14 lat, a w następnym roku zdobył srebrny medal w kategorii do 16 lat. W 1990 został mistrzem świata juniorów oraz mistrzem USA juniorów do 20 lat, natomiast w 1991 zdobył tytuł drużynowego młodzieżowego (do 26 lat) wicemistrza świata. Zakwalifikował się do turnieju międzystrefowego w Biel (1993), w którym zajął 38. miejsce. Międzynarodowa Federacja Szachowa przyznała mu tytuł arcymistrza w 1993 roku.
W 1995 zrezygnował z zawodowego uprawiania szachów. Jest współautorem (z Larrym Christiansenem i Johnem Fedorowiczem) książki On Top of The Chess World (Na szczycie szachowego świata), wydanej w 1995 roku.
Najwyższy ranking w karierze osiągnął 1 lipca 1999, z wynikiem 2586 punktów zajmował wówczas 8. miejsce wśród szachistów Stanów Zjednoczonych. Od 2000 nie uczestniczy w turniejach klasyfikowanych przez Międzynarodową Federację Szachową.